# Hans Drakenberg
Hans Drakenberg   (Estocolm, 4 de febrer de 1901 - Malmö, 1 de novembre de 1982) va ser un tirador d'esgrima suec, especialista en espasa, que va competir durant les dècades de 1930 i 1940.
El 1936 va prendre part en els Jocs Olímpics de Berlín, on disputà dues proves del programa d'esgrima. Guanyà la medalla de plata en la prova d'espasa per equips, mentre en la d'espasa individual fou quart.
Al Campionat del món d'esgrima aconseguí una medalla d'or, dues de plata i cinc de bronze entre el 1933 i 1949.